# NGC 3609
NGC 3609 (również PGC 34511 lub UGC 6310) – galaktyka spiralna (Sab), znajdująca się w gwiazdozbiorze Lwa. Jest to galaktyka z aktywnym jądrem typu LINER.
Odkrył ją Otto Struve 18 marca 1869 roku.
Według niektórych źródeł, Struve obserwował tę galaktykę także dwie noce wcześniej. Obliczone przez niego pozycje z obu obserwacji nieco się różniły i dlatego uznał, że to dwa różne obiekty i skatalogował galaktykę dwa razy. Ta wcześniejsza obserwacja została skatalogowana przez Johna Dreyera jako NGC 3612.